# Thinophilus insulanus
Thinophilus insulanus är en tvåvingeart som beskrevs av Van Duzee 1926. Thinophilus insulanus ingår i släktet Thinophilus och familjen styltflugor.
Artens utbredningsområde är Kalifornien. Inga underarter finns listade i Catalogue of Life.